# Belciades staudingeri
Belciades staudingeri är en fjärilsart som beskrevs av John Henry Leech 1900. Belciades staudingeri ingår i släktet Belciades och familjen nattflyn. Inga underarter finns listade i Catalogue of Life.